# Lekkoatletyka na Letnich Igrzyskach Olimpijskich 1948 – bieg na 3000 m z przeszkodami mężczyzn
Bieg na 3000 metrów z przeszkodami mężczyzn był jedną z konkurencji rozgrywanych podczas XIV Letnich Igrzysk Olimpijskich. Biegi zostały rozegrane w dniach 3 - 5 sierpnia 1948 roku na stadionie Empire Stadium w Londynie. Wystartowało 26 zawodników z 12 krajów.

## Rekordy
Tabela uwzględnia rekordy uzyskane przed rozpoczęciem rywalizacji.
|                   | Zawodnik          | Wynik  | Miejsce           | Data            |
| ----------------- | ----------------- | ------ | ----------------- | --------------- |
| Rekord olimpijski | Volmari Iso-Hollo | 9:03,8 | Berlin III Rzesza | 8 sierpnia 1936 |

## Terminarz
| Data            | Godzina |            |
| --------------- | ------- | ---------- |
| 3 sierpnia 1948 | 16:15   | Eliminacje |
| 5 sierpnia 1948 | 16:15   | Finał      |

## Wyniki
Z każdego z biegów eliminacyjnych do finału awansowało czterech najlepszych zawodników.

### Eliminacje
Bieg 1
| Poz. | Zawodnik               | Reprezentacja     | Czas   | Uwagi |
| ---- | ---------------------- | ----------------- | ------ | ----- |
| 1.   | Erik Elmsäter          | Szwecja           | 9:15,0 | Q     |
| 2.   | Alexandre Guyodo       | Francja           | 9:17,2 | Q     |
| 3.   | Pentti Siltaloppi      | Finlandia         | 9:22,4 | Q     |
| 4.   | Constantino Miranda    | Hiszpania         | 9:24,2 | Q     |
| 5.   | Đorđe Stefanović       | Jugosławia        | 9:39,6 |       |
| 6.   | John Doms              | Belgia            | 9:41,8 |       |
| 7.   | Peter Curry            | Wielka Brytania   | b.d.   |       |
| 8.   | Bob McMillen           | Stany Zjednoczone | b.d.   |       |
| 9.   | Vasilios Mavrapostolos | Grecja            | b.d.   |       |

Bieg 2
| Poz. | Zawodnik        | Reprezentacja     | Czas   | Uwagi |
| ---- | --------------- | ----------------- | ------ | ----- |
| 1.   | Raphaël Pujazon | Francja           | 9:20,8 | Q     |
| 2.   | Göte Hagström   | Szwecja           | 9:22,6 | Q     |
| 3.   | Petar Šegedin   | Jugosławia        | 9:25,0 | Q     |
| 4.   | Browning Ross   | Stany Zjednoczone | 9:30,4 | Q     |
| 5.   | Alf Olesen      | Dania             | 9:33,6 |       |
| 6.   | Lucien Theys    | Belgia            | 9:37,4 |       |
| 7.   | Mustafa Özcan   | Turcja            | 9:38,4 |       |
| 8.   | Paavo Toivari   | Finlandia         | b.d.   |       |
| 9.   | Geoffrey Tudor  | Wielka Brytania   | b.d.   |       |
| –    | Jenő Szilágyi   | Węgry             | DNS    |       |

Bieg 3
| Poz. | Zawodnik          | Reprezentacja     | Czas    | Uwagi |
| ---- | ----------------- | ----------------- | ------- | ----- |
| 1.   | Tore Sjöstrand    | Szwecja           | 9:21,0  | Q     |
| 2.   | Aarne Kainlauri   | Finlandia         | 9:25,8  | Q     |
| 3.   | Robert Everaert   | Belgia            | 9:26,4  | Q     |
| 4.   | Roger Chesneau    | Francja           | 9:27,6  | Q     |
| 5.   | Cahit Önel        | Turcja            | 9:28,4  |       |
| 6.   | Whitey Overton    | Stany Zjednoczone | 10:14,4 |       |
| 7.   | Rene Howell       | Wielka Brytania   | b.d.    |       |
| 8.   | Paul Frieden      | Luksemburg        | b.d.    |       |
| –    | László Jeszenszky | Węgry             | DNS     |       |
| –    | Wim Slijkhuis     | Holandia          | DNS     |       |

### Finał
| Poz. | Zawodnik            | Reprezentacja     | Czas   | Uwagi |
| ---- | ------------------- | ----------------- | ------ | ----- |
| 1.   | Tore Sjöstrand      | Szwecja           | 9:04,6 |       |
| 2.   | Erik Elmsäter       | Szwecja           | 9:08,2 |       |
| 3.   | Göte Hagström       | Szwecja           | 9:11,8 |       |
| 4.   | Alexandre Guyodo    | Francja           | 9:13,6 |       |
| 5.   | Pentti Siltaloppi   | Finlandia         | 9:19,6 |       |
| 6.   | Petar Šegedin       | Jugosławia        | 9:20,4 |       |
| 7.   | Browning Ross       | Stany Zjednoczone | 9:24,1 |       |
| 8.   | Constantino Miranda | Hiszpania         | 9:26,6 |       |
| 9.   | Robert Everaert     | Belgia            | 9:28,2 |       |
| 10.  | Aarne Kainlauri     | Finlandia         | 9:29,0 |       |
| 11.  | Roger Chesneau      | Francja           | 9:30,2 |       |
| –    | Raphaël Pujazon     | Francja           | DNF    |       |